# 레이와이시
레이와이시(광둥어: 李慧詩 Lei5 Wai6 si2, 중국어 정체자: 李慧詩, 간체자: 李慧诗, 병음: Lĭ Huìshī 리후이스[*], 한자음: 이혜시, 영어: Sarah Lee Wai-sze 세라 리 와이시[*] BBS MH, 1987년 5월 12일~)는 홍콩의 전직 자전거 경기 선수이다. 2012년 하계 올림픽에서 여자 경륜 부문 동메달을 획득하여 홍콩 역사상 세번째 올림픽 메달을 획득했고, 홍콩 최초의 올림픽 사이클 메달리스트가 되었다. 이후 2020년 하계 올림픽에서 여자 스프린트 부문 동메달을 획득하여 홍콩 선수 최초로 올림픽 메달을 2개 이상 획득한 선수가 되었다.

## 수상

### 수훈
- 동자형성장(2017년)
- 명예훈장(2011년)